# Attention (песня NewJeans)
«Attention» — дебютный сингл южнокорейской гёрл-группы NewJeans, выпущенный 22 июля 2022 года в качестве ведущего сингла вышедшего 1 августа мини-альбома New Jeans на лейблах ADOR (дочерний лейбл Hybe Co.) и YG Plus (совместное предприятие Hybe Co. и YG Entertainment) без какой-либо предварительной подготовки и информации о составе группы. Продюсерами композиции выступили 250 и Duckbay, а авторами слов — Gigi, Duckbay и участница группы Даниэль. Критики положительно оценили данную композицию, а многие музыкальные издания разместили её в своих списках лучших синглов 2022 года.

## Предыстория и релиз
Ещё в начале 2019 года Big Hit Entertainment (так тогда назывался Hybe Co.) объявила о подготовке к дебюту новой женской группы в коллаборации с лейблом Source Music под руководством его директора по маркетингу (CBO) и бывшего креативного директора SM Entertainment Мин Хиджин. В дальнейшем проект переместился в организованный в составе Big Hit Entertainment лейбл ADOR, а Мин Хиджин стала его главным исполнительным директором (CEO). Медиа писали о том, что дебют новой группы может состояться уже в третьем квартале 2022 года.
Во второй половине года стали появляться тизеры с числами «22», «7» и «22», что привело к слухам о том, что дебют группы должен состояться уже 22 июля. Именно в этот день, без дополнительной подготовки к релизу и какой-либо информации о составе группы, появился дебютный ведущий сингл «Attention». В клипе на него участницы группы посетили концерт испанской группы Jan Bonet Trio, на котором она исполняла сингл «See You in My Dreams». По словам рецензента южнокорейского вебзина IZM, данное видео выворачивает наизнанку клип на сингл «View» от Shinee, и в нём много «наивных 3D-визуализаций». Клип занял второе место в ежедневном чарте YouTube Music в Республике Корея.

## Композиция
Песня построена на чувстве ностальгии по старым временам. В ней много того, что было в K-pop-музыке в годы её зарождения, а её текст весьма прямолинейно упоминает любимые многими атрибуты той поры — граффити, скейтборды и прочее. В то же время её музыка плавно сочетает RnB эпохи 1990-х годов со вступлением, которое звучит как современная композиция, — из брейков и вокальных семплов. В целом песня нацелена на то, чтобы вызвать чувство расслабленности и ностальгии. Она записана в тональности си-бемоль минор при темпе 105 ударов в минуту и длится ровно три минуты. Композиторами и продюсерами песни выступили стокгольмский продюсер Duckbay и корейский музыкант 250, авторами слов — тот же Duckbay, корейский песенник Gigi и участница группы Даниэль.

## Восприятие

### Критика после релиза
| Оценки критиков | Оценки критиков |
| Источник        | Оценка          |
| --------------- | --------------- |
| IZM             | [ 9 ]           |

По мнению критика газеты India Today Бравны Агарвал, «Attention» является идеальным треком для дебюта. Критик онлайн-журнала IZM Чан Джухван писал, что сингл отличается от прочих крупных женских дебютов 2022 года, то есть от таких групп как Ive, Kep1er и Nmixx. Если последние пытались сделать его максимально запоминающимся и ярким, то NewJeans намеренно выбрали более сдержанный трек, поэтому рецензент оценил его как предупреждение того, что группа в дальнейшем собирается выпускать качественные релизы, которые смогут запомниться надолго, а не те хиты, которые столько же легко вылетают из головы, как в ней и оказываются. Во многом такое было связано с тем, что благодаря капиталам Hybe Co., у NewJeans оказалось значительно больше денег и возможностей, чем у большинства других новичков. Чан Джухван писал, что намеренное акцентирование внимания слушателя на чувстве ностальгии по былым временам является частью желания группы показать, что будущее этой самой подростковой культуры у неё в руках. Критик писал, что в песне сочетаются современные мелодии с музыкой из 1990-х, плавно переходя друг в друга и сопровождаясь хорошо подобранным темпом, помогающим раскрыть вокальные партии девушек. Джунхван отметил, что с таким дебютом у группы есть два пути — стать новым столпом кей-поп-музыки или стать теми, кто дарит многим чувство ностальгии. Другой критик издания, Хан Сонхён, описал «Attention» как противоположность следующего сингла «Hype Boy», который не стесняется отсылаться к гендерным проблемам и ставить центром песни слово «ты» вместо «я».

### По итогам года
В конце 2022 года же «Attention» удостоился положительных отзывов от многих изданий, будучи включённым в списки лучших (K-pop)песен года.  Редакция журнала IZM включила композицию в свой список лучших песен года. Критик Чон Сумин описал её как то, в чём слились ностальгия и новаторство, где одновременно пять вокалистов гармонично поют в одну ноту минималистичной мелодии. И по его словам, это пробуждает в слушателях скрытую тоску, которую не может пробить новизна и которую они действительно хотят ощущать. В New Musical Express трек расположили на 7 месте в списке 25 лучших K-pop-песен года, назвав синглом, который ломает традиционное представление о том, что выше окажется тот, кто громче всех, поскольку NewJeans стартовали с непринуждённой работой, сделав её одним из главных кей-поп-событий года. По словам рецензента журнала, трек прост и лёгок и становится всё лучше с каждым его прослушиванием, и в мире, перенасыщенном новыми релизами, «нельзя удержаться» от получения даримого им стокгольмского синдрома. Редакция CNN Philippines, расположив композицию в своём списке любимых кей-поп-песен года без указания конкретной позиции, описала её как нетрадиционный для женских дебютов года релиз, оставшийся верным поп- и RnB-музыке старой школы. По словам авторов, в нём нет никаких неожиданных переходов и отдельных намеренно выделяющихся и цепляющих моментов. Рецензент посчитал, что это делает песню одновременно и смутно знакомой, чтобы напоминать многие другие композиции, так и достаточно свежей и необычной. Согласно редакции Nylon, неожиданный релиз «Attention» заставил многих обратить внимание на группу, а «Hype Boy» и вовсе сделал её «мгновенной сенсацией» для любителей кей-поп-музыки в принципе. По их словам, такой цельный дебют не только определил потенциал группы, но и продиктовал будущее всей индустрии. Обозреватель Teen Vogue Аиша Мор в списке лучших песен по мнению журналистов издания писала, что релиз «Attention» подарил фанатам K-pop-музыки ту свежесть, которую они так долго ждали, что привело к тому, что песня стала одной из самых востребованных в жанре на протяжении трёх месяцев, а её заразительный танец исполняли многие звёзды жанра, такие как Биби, Ханбин, Enhypen, BTS и многие другие.
В списке журнала Dazed сингл занял 7-ю позицию. Критик журнала Тейлор Гласби описала композицию, как похожую по стилю на RnB 1990-х годов, — такой, как исполняли, например, Алия или SWV. При этом она посчитала, что это скорее дань уважения, нежели прямое подражание, поскольку использование современных звуков показывает, что группа всё же движется вперёд, так как «это лучшая причина для того, чтобы вернуться назад». По мнению автора, песня NewJeans стала «новой крутизной» кей-попа, когда старая уже обессиленно рухнула. Редакция журнала Billboard расположила «Attention» на 6 месте в своём списке лучших K-pop-песен года. Критик журнала Старр Боуэнбэнк писал, что с релизом этой песни возникли ощущения, что вся индустрия корейской популярной музыки переживает глобальные изменения, поскольку популярной стала песня, в которой вместо традиционных атрибута жанра — «глянцевого и стильного дебюта» — было что-то более свежее, простое и расслабляющее. На том же месте песня расположилась в списке журнала Cosmopolitan, критик которого описала песню как смесь соответствующего возрасту коллектива чувства подростковой увлечённости со звуком RnB 1990-х годов. Редакция Her Campus и вовсе расположила песню на 1 месте в списке лучших k-pop-композиций года от женских авторов, назвав песней, что фокусируется не на мелодиях и инструментальной составляющей, а на вокале, и которая стала одним из самых запоминающихся музыкальных моментов года.

### Победы и награды
| Год награждения | Название церемонии        | Название награды                            | Результат | Источник |
| --------------- | ------------------------- | ------------------------------------------- | --------- | -------- |
| 2022            | MAMA                      | Песня года                                  | Номинация | [ 22 ]   |
| 2022            | MAMA                      | Лучший танцевальный номер от женской группы | Победа    | [ 22 ]   |
| 2023            | Circle Chart Music Awards | Новичок года                                | Победа    | [ 23 ]   |
| 2023            | Circle Chart Music Awards | Песня года                                  | Номинация | [ 24 ]   |
| 2023            | Golden Disk Awards        | Второй приз (цифровые)                      | Победа    | [ 25 ]   |
| 2023            | Golden Disk Awards        | Главный приз (цифровые)                     | Номинация | [ 25 ]   |
| 2023            | Korean Music Awards       | Песня года                                  | Номинация | [ 26 ]   |
| 2023            | Korean Music Awards       | Лучшая K-pop-песня                          | Победа    | [ 26 ]   |

## Чарты
| Чарт (2022—2023)                                 | Высшая позиция |
| ------------------------------------------------ | -------------- |
| Аргентина (Billboard)                            | 78             |
| Мир (Billboard Global 200)                       | 54             |
| Индонезия (Billboard)                            | 22             |
| Япония (Не попавших в основные, Billboard Japan) | 3              |
| Япония (Стриминг, Billboard Japan)               | 72             |
| Малайзия (Billboard)                             | 19             |
| Новая Зеландия (RMNZ)                            | 26             |
| Сингапур (Billboard)                             | 7              |
| Сингапур (RIAS)                                  | 7              |
| Республика Корея (Billboard)                     | 1              |
| Республика Корея (Circle)                        | 1              |
| Китайская Республика (Billboard)                 | 25             |
| Вьетнам (Vietnam Hot 100, Billboard)             | 8              |

| Чарт (2022)                                | Высшая позиция |
| ------------------------------------------ | -------------- |
| Республика Корея (Цифровых продаж, Circle) | 1              |

| Чарт (2022)                                | Позиция |
| ------------------------------------------ | ------- |
| Республика Корея (Цифровых продаж, Circle) | 22      |